# În sexcursie
În sexcursie (în engleză Sex Drive) este un film de comedie american.

## Rezumat
Ian Lafferty este un tânăr de 18 ani, proaspăt absolvent de liceu. El caută o fată online, făcând să pară că este atrăgător și puternic, deși de fapt este dulce și modest. O întâlnește curând pe doamna Tasty și acceptă să o cunoască personal. Ea locuiește în Knoxville, Tennessee, în timp ce el locuiește în Bartlett, Illinois. Împreună cu cei mai buni prieteni ai săi, Lance Nesbitt și Felicia Alpine, merge la Knoxville într-un Pontiac GTO Judge din 1969, împrumutat fără permisiune de Rex, fratele mai mare al lui Ian, arogant și macho.
În drum spre Knoxville, dau peste un autostopist, în timp ce radiatorul din Pontiac Judge se supraîncălzește. Ei încearcă să urineze în radiator, ceea ce nu funcționează decât pentru scurt timp, în timp ce încearcă să îl lase pe autostopist în praf. Autostopistul, frustrat de lipsa de preocupare a lui Ian pentru binele său, pleacă, dar nu înainte de a urina pe geamul mașinii. În timp ce Ian și Felicia rătăcesc în căutarea de ajutor, Lance așteaptă cu mașina, iar Ezekiel trece întâmplător cu căruța sa trasă de cai. Ezekiel și amicii săi Amish repară mașina. În același timp, se alătură unei petreceri Rumspringa unde Fall Out Boy susțin un concert și la care Lance întâlnește o fată Amish atrăgătoare pe nume Mary. Cei trei promit să revină pe drumul de întoarcere pentru a face ceva de lucru în schimbul reparării mașinii.
Ei ajung la închisoare pentru că Ian a aruncat cu un levier într-o mașină a unui polițist federal, din cauza frustrării sale crescânde după ce a încercat să scoată din suferință un oposum pe care l-a lovit, și sunt eliberați după ce Mary plătește cauțiunea. Ajunși în Knoxville, ei găsesc un hotel care oferă o mare varietate de camere pentru jocuri de rol. Rex, care a descoperit lipsa judecătorului, sosește furios și insistă să se întoarcă și că Ian nu o poate vizita pe doamna Tasty. După ce Ian se preface că este homosexual, Rex îi permite să o vadă pe dna Tasty, sperând că această întâlnire îl va face pe Ian să se răzgândească. Ian se întâlnește în cele din urmă cu doamna Tasty. Cu toate acestea, când îi povestește despre Felicia, seducția ei asupra lui Ian devine o amenințare, deoarece prietenul ei psihopat, Bobby Jo, îi pune un pistol la tâmplă lui Ian. Devine evident că aceștia lucrează la un atelier de dezmembrări și încearcă să fure judecătorul.
Lance și Mary sosesc după ce au făcut sex, precum și un țăran pe nume Rick, a cărui iubită Brandy s-a culcat cu Lance mai devreme. Felicia, însă, se ascunde în mașină când Bobby Jo încearcă să o fure. Curând, sosește o mașină verde care s-a întrecut continuu cu judecătorul pe tot parcursul filmului. Ian reușește să o salveze pe Felicia, care poate apoi să fugă și să se prezinte la poliție. Doamna Tasty încearcă să scape, dar este oprită de mașina verde, ai cărei șoferi se dovedesc a fi Andy și Randy, doi "afemeianți" autodeclarați de la școala lui Ian, pe care doamna Tasty a încercat să îi manipuleze pentru a-i da mașina. Bobby Jo este tratat după ce a fost împușcat de Ian în legitimă apărare. Felicia spune poliției despre locația atelierului de dezmembrări și cuplul este arestat.
Aflând că dacă Mary părăsește comunitatea Amish, va fi evitată, Lance refuză să se întoarcă acasă și rămâne să se căsătorească cu Mary, în timp ce Ian și Felicia își dau seama că se iubesc. Ian și Felicia conduc până la un copac, unde Ian își aruncă pantofii în copac. Câteva săptămâni mai târziu, Ian este partenerul Feliciei la nunta verișoarei sale. La cina de Ziua Recunoștinței, Rex îi spune familiei sale că este homosexual. În ajunul Anului Nou, Ian și Felicia fac sex, în subsolul lui Ian, pe canapea, sub o pătură. În ultimul cadru al filmului, este prezentată o fotografie cu Lance și Mary căsătorindu-se, însoțiți de Ian. Lance apare cu o barbă exact ca a lui Ezekiel. În timpul genericului, o scurtă scenă îi arată pe Ezekiel și Fall Out Boy certându-se cu privire la faptul că Amish a reparat autobuzul de turneu al Fall Out Boy pentru doar "un set de cinci melodii" în schimbul unei compensații, făcând referire la o glumă care rulează pe parcursul filmului.

## Distribuție
- Josh Zuckerman - Ian Lafferty
- Amanda Crew - Felicia Alpine
- Clark Duke - Lance Nesbitt
- Seth Green - Ezekiel
- James Marsden - Rex Lafferty
- Katrina Bowden - doamna Tasty
- Alice Greczyn - Mary
- Michael Cudlitz - Rick
- David Koechner - autostopistul
- Dave Sheridan - Bobby Jo
- Mark L. Young - Randy
- Charlie McDermott - Andy
- Cole Petersen - Dylan Lafferty
- Allison Weissman - Becca
- Andrea Anders - Brandy
- José Duarte - tatăl lui Brandy
- Kim Ostrenko - mama vitregă a lui Ian
- Brett Rice - domnul Lafferty
- Susie Abromeit - Tiffany
- Brian Posehn - Carney
- John Ross Bowie - doctorul Teddescoe
- Sasha Ramos - Kimberly
- Jessica Just - Lindsay
- Caley Hayes - Sandy
- Kyle Gass - camionistul
- Fall Out Boy - ei inșiși